# Alfredssmycket

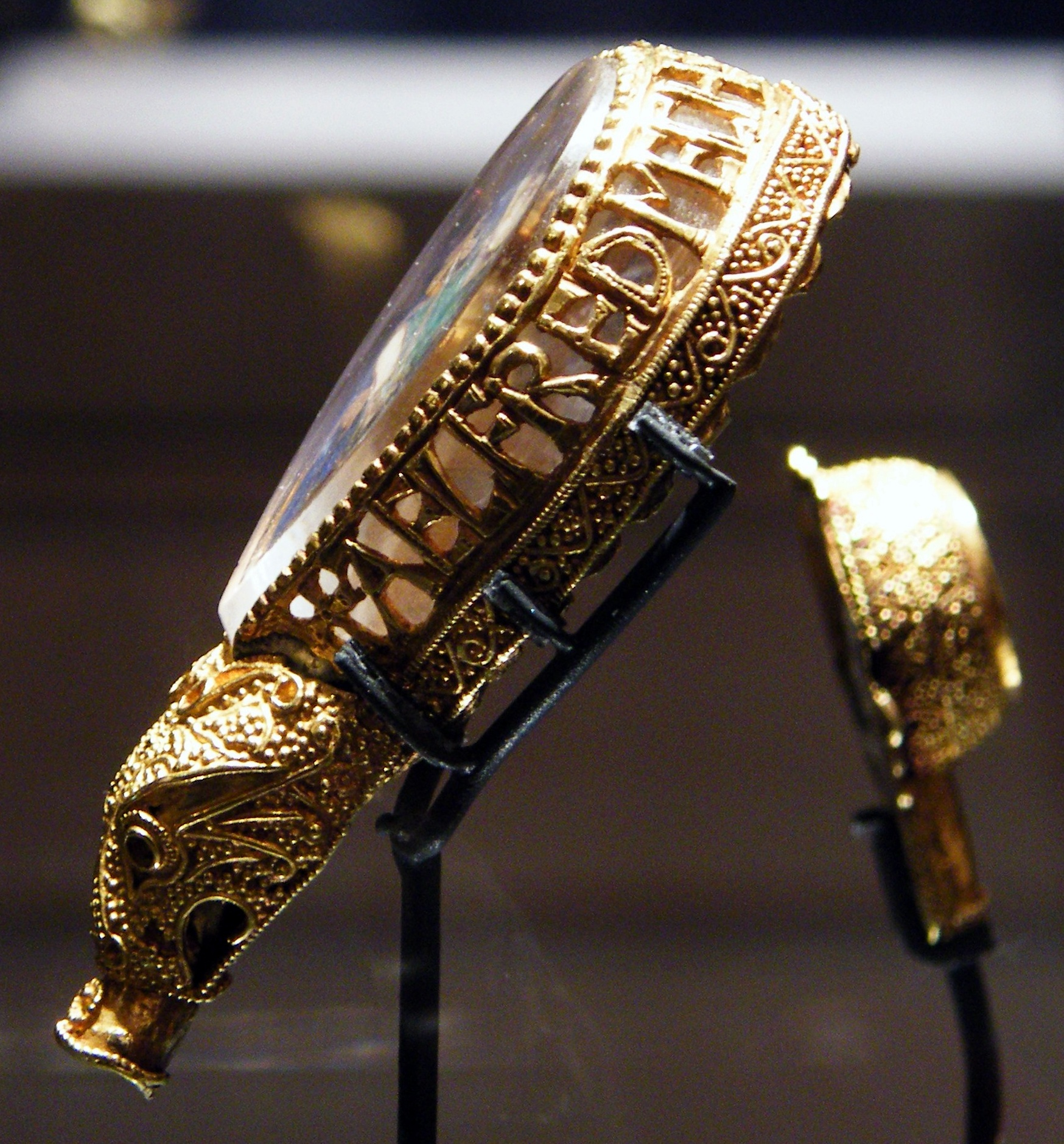
Alfredssmycket sett från sidan i sin monter på Ashmolean Museum, Oxford.

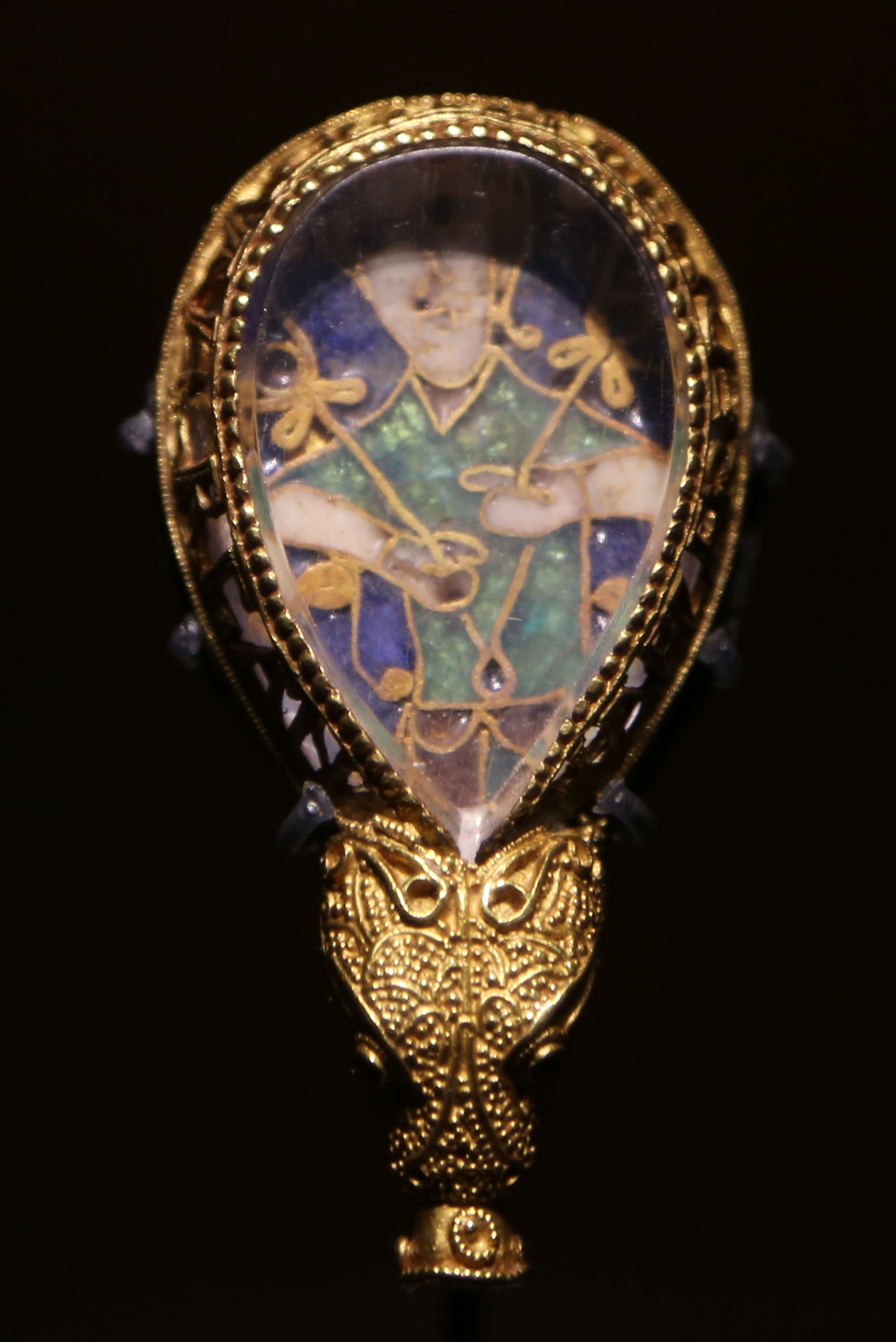
Smycket sett framifrån.

Alfredssmycket är ett anglosaxiskt, ovalt guldsmycke från 800-talets slut med en mansfigur i emalj och omgivet av en ram med inskriptionen AELFRED MEC HEHT GEWYRCAN (Alfred befallde att jag skulle göras).
Smycket, som är 6,3 centimeter långt, hittades 1693 nära Athelney i Somerset, dit Alfred den store flydde undan danskarna 878. Alfredssmyckets funktion är okänd. Det förvaras i Ashmolean Museum i Oxford.